# Kosava
Kosava (belarusiska: Косава) är en stad i Belarus. Den ligger i länet Brests voblast i den västra delen av landet, 210 km sydväst om huvudstaden Mіnsk. Kosava ligger 164 meter över havet och antalet invånare är 1 850.

## Natur och klimat
Terrängen runt Kosava är mycket platt. Närmaste större samhälle är Ivatsevіtjy, 13,6 km öster om Kosava.
I omgivningarna runt Kosava växer i huvudsak blandskog. Runt Kosava är det ganska glesbefolkat, med 23 invånare per kvadratkilometer.  Trakten ingår i den hemiboreala klimatzonen. Årsmedeltemperaturen i trakten är 5 °C. Den varmaste månaden är juli, då medeltemperaturen är 20 °C, och den kallaste är december, med −10 °C.